# 잡주
잡주(雑株)란 저조한 실적이나 각종 사고 등의 이유로 증권시장에서 나쁘게 평가받는 주식들의 총칭이다. 시장점유율이 미미하여 미래의 성장성이 어두운 종목은 물론, 주가조작에 연루되거나, 잘못된 호재 공시 등으로 급등락하거나, 유상증자 또는 신주인수권부사채 발행등을 남발하여 투자자들에게 피해를 주는 종목이 이에 속한다.

## 용어
증시에서는 한국어에서 '헛된', '쓸데없는', '정도가 심한'을 뜻하는 접두사 '개-'를 붙여 '개잡주'라는 표현을 더 많이 쓴다. 영어에서 잡주는 garbage 라고 하며, 잡주가 어떠한 이유로 활발히 거래될 때 저가에 매수하여 고가에 매도하는 전략을 잡주(garbage)와 차익거래(arbitrage)의 합성어로 잡주차익거래(garbatrage)라고 한다.

## 잡주의 요건
잡주란 주로 나쁘게 평가받는 종목군을 지칭하지만, 그것이 반드시 투자자들에게 인기가 없다는 의미는 아니다. 예를 들어 실적이 나쁜 종목이 개연성 없는 테마주로 분류되어 많은 거래량을 동반하며 비정상적으로 급등하는 경우도 종종 있다. 실적이 좋지 않았음에도 동전주 테마주가 되어 2015년 6월에서 7월 사이에 급등한 슈넬생명과학이 그 좋은 예이다.
일반적으로 잡주의 요건은 다음과 같다.
- 실적이 좋지 못하고, 주가가 지속적으로 하락하는 종목 (예: STX조선해양)
- 유상증자를 자주 하거나, 신주인수권부사채(BW) 등의 발행을 남발하는 종목 (예: 미래산업)
- 9:1이상의 큰 비율로 감자를 하는 종목 (예: STX)
- 임원이나 대주주가 배임이나 횡령을 저지른 종목 (예: 스포츠서울)
- 최고경영자 혹은 대주주가 자꾸 바뀌는 종목 (예: 스포츠서울)
- 본업에서의 전문성이 떨어지거나 시장점유율이 빈약한 종목 (예: 버추얼텍, 페이퍼코리아)
- 본래의 업종에서 실적이 나쁜데 다른 업종으로 자꾸 사업다각화를 하는 종목 (예: 현대아이비티)
- 고점에서 대주주가 주식을 매도하는 종목 (예: 미래산업)
- 부채율이 과도한 종목 (예: 웨이포트)
- 거래량이 지나치게 적은 종목
- 개연성 없는 테마에 연루되어 비정상 급등한 종목 (예: 써니전자, 미래산업)
- 차트상에서 주가가 비정상적으로 움직인 종목. 점하한가가 나타나거나, 경제위기도 아닌데 장대음봉형태의 하한가가 나왔던 종목
- 업종과 무관한 금광, 유전, 다이아몬드 광산 등의 자원개발 호재가 나오며 급등한 종목. 이는 주가조작 세력들이 자주 쓰는 수법이다.[3]
- 해외의 인지도가 부족한 기업과 계약을 체결한 종목. 대주주의 횡령을 위한 유령회사인 경우도 있다.
- 거래가 없는 틈을 타 공급계약해지, 계약규모 축소 등 악재성 공시가 나오는 종목.[4][5]

이러한 주식은 실적이 나쁘다는 이유만으로 잡주로 불리는 것은 아니다. 경영진의 행태에서 모럴해저드가 나타나고, 그로 인해 주주들에게 피해를 주는 기업의 주식을 대체로 잡주로 지칭하는 경우가 많다.

## 잡주의 예
세계적으로 유명한 사례로는 경영진의 도덕적 해이로 파산한 엔론을 들 수 있다. 대한민국에서는 대표의 횡령 등으로 코스닥 시장에서 퇴출 위기에 몰렸던 스포츠서울, 무분별한 저가수주로 수익성이 악화되었으나 분식회계로 영업손실을 숨기고 자산을 뻥튀기하다가 상장폐지된 코스피의 STX조선해양 등이 있다. 이러한 종목들을 퇴출하기 위해 거래소에서는 상장폐지 기준을 강화하고 점점 더 엄격한 기준으로 상장업체들을 심사하고 있다.